# 丰田久吉
丰田久吉（日语：／ Toyoda Hisakichi，1912年1月2日—1976年10月7日），日本男子游泳运动员。他在1932年洛杉矶夏季奥林匹克运动会中，参加了男子游泳比赛并获得男子4x200米自由泳接力金牌。